# Nudismo

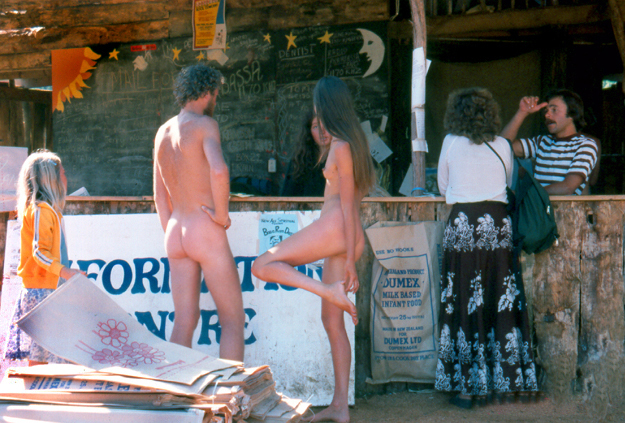
Pareja nudista en una playa.

Nudismo es la práctica por parte de grupos de personas (nudistas) de distintos tipos de actividades desnudos en público. Si bien en la definición de nudismo se añade una referencia al respeto por la naturaleza, casi todos los grupos que se autodefinen como nudistas simplemente tratan de expresar en libertad su derecho a estar desnudos. El nudismo considera que la prohibición moral de la práctica del desnudo público es origen de problemas psico-emocionales, entre los que se encuentran falta de autoestima, pobre autoimagen corporal y morbo sexual.

## Definición
Como ideología, el nudismo se define como:
- La percepción del desnudo propio y de los demás como algo natural.
- No tiene carácter de provocación sexual.

Muchos grupos nudistas están comenzando a luchar porque dicha ideología sea respetada en el marco de los Derechos Humanos y su práctica deje de ser perseguida por el ordenamiento jurídico de cada país.
El Diccionario de la lengua española, de la Real Academia Española, en su edición vigésima segunda, da el siguiente significado para la palabra "nudismo":

nudismo.  (Del lat. nūdus, desnudo, e -ismo).  1. m. Actitud o práctica de quienes sostienen que la desnudez completa es conveniente para un perfecto equilibrio físico e incluso moral.  2. m. Doctrina o teoría que lo propugna.
 Real Academia Española. Diccionario de la lengua española.

El mismo diccionario recoge desnudismo como sinónimo, construido directamente a partir de desnudo e -ismo, así como desnudista para denominar a cada uno de sus practicantes.
En español, el movimiento nudista suele autodenominarse con la expresión "naturista". No obstante, el Diccionario de la lengua española, de la Real Academia Española, en su edición vigésima segunda, da un único significado para la palabra «naturismo»: 

(De natura e -ismo). 1. m. Doctrina que preconiza el empleo de los agentes naturales para la conservación de la salud y el tratamiento de las enfermedades.
 Real Academia Española. Diccionario de la lengua española.

El Diccionario de Términos Médicos de la Real Academia Nacional de Medicina de España da la misma definición.
El Diccionario panhispánico de dudas, editado por la Real Academia Española, declara lo siguiente sobre la palabra "naturismo":  

"naturismo.  ‘Doctrina que preconiza la vuelta a la naturaleza y la utilización de sustancias naturales para la prevención y curación de enfermedades’: ‘Cursos sobre acupuntura, sofrología, homeopatía y naturismo’ (Vanguardia [Esp.] 30.1.95).  No debe confundirse con naturalismo (‘sistema filosófico’ y ‘corriente literaria y artística del siglo xix’; - naturalismo).  Debe evitarse el uso de naturismo como sinónimo de nudismo (‘práctica de desnudarse en público’; - nudismo), calco censurable del inglés naturism."
 Real Academia Española. Diccionario panhispánico de dudas.

No obstante, el movimiento "nudista", en idioma castellano, en general prefiere autodenominarse con la expresión "naturista".  El nudismo es la práctica de la desnudez en determinados lugares públicos.  La definición para naturismo de la Federación Naturista Internacional, traducida al castellano por la Federación Española de Naturismo, es la siguiente: «El Naturismo es una forma de vivir en armonía con la naturaleza, caracterizada por la práctica del desnudo en común, con la finalidad de favorecer el respeto a uno mismo, a los demás y al medio ambiente». 
La práctica del nudismo es una forma de vida según sus defensores, recreativa, cultural y educacional, promoviendo el contacto con la naturaleza y bajo una vida comunitaria, libre, sin discriminaciones religiosas o sexuales. Defienden la posibilidad de practicar el nudismo en espacios públicos.
Parte del movimiento nudista sostiene que ir vestido puede ser incómodo y, en cambio, que la desnudez es mucho más práctica y que puede proporcionar una sensación de libertad mientras se hace cualquier actividad, excepto en los casos en que no es apropiado, como por ejemplo cuando hace frío o cuando por causas culturales podría considerarse inapropiado.
El nudismo también critica los cánones estéticos actuales y propugna que todos los cuerpos poseen belleza. A partir de esta reflexión se pretende que las personas se sientan más felices, en particular con su propio cuerpo y no discriminadas por la forma de este.

### Discriminación
Es habitual que en ambientes nudistas haya discriminación contra hombres solos para acceder a sus instalaciones o a parejas o grupos de un mismo sexo. En ocasiones se exige para el acceso a campings o resorts nudistas el carnet de alguna asociación nudista. Con esto surge la paradoja de que las asociaciones nudistas, que dicen promover el nudismo, se arrogan el derecho a decidir quién y quién no tiene derecho a practicar el nudismo. Se quiere favorecer más bien el nudismo siguiendo el modelo familiar.

### Práctica del nudismo
La forma habitual de practicar la desnudez es en zonas específicas y en el seno de una comunidad o grupo. Estas zonas pueden ser campings, poblaciones, piscinas o playas, entre otros posibles.
Sobre todo en los centros privados suele reglamentarse la desnudez, de tal manera que habitualmente es obligatoria en determinadas zonas (excepto cuando la climatología sea adversa) e, incluso, prohibida en otros, como los comedores. Incluso hay un crucero nudista que prohíbe llevar piercings en los órganos genitales. El nudismo sostiene que la desnudez no es sexo, pero mantienen prohibiciones y discriminaciones para alejar cualquier manifestación que recuerde al sexo, excluyendo solo la propia desnudez.
Hoy en día incluso entidades oficiales, como Turespaña colaboran con centros nudistas para desarrollar un turismo nudista cada vez más numeroso y todavía emergente, a pesar de que también signifique colaborar en las discriminaciones por razón de sexo que ya se han señalado.

## Salud del cuerpo y la mente
Un propósito del nudismo es promover la salud del cuerpo y de la mente, manteniendo los mismos valores de la cultura cristiano-occidental. El nudismo promueve la salud óptima a través del contacto completo del cuerpo con los elementos naturales: Sol, agua, aire y tierra. Mantienen también una dieta equilibrada, como la dieta mediterránea o la ovo-lacto-vegetariana. Adicionalmente practican actividades como la sauna, la relajación o el yoga para conseguir esta salud.
En el caso particular de la utilización de ropa de baño argumentan que ésta hace que algunas partes del cuerpo estén húmedas durante mucho rato. En cambio, la luz del Sol produce una acción antiséptica evitando la proliferación de bacterias y hongos. Además, estas prendas de ropa, que a menudo son sintéticas, dificultan la transpiración natural de la piel.
Otras de las ventajas del nudismo es que en los bebés, mejora el desarrollo del cerebro. Además, permite comprender mejor que no existe un único cuerpo perfecto, sino que todos somos diferentes y debemos respetarnos. También, quienes más se acostumbran a ir desnudos son menos sensibles al frío.

## Nudistas cristianos

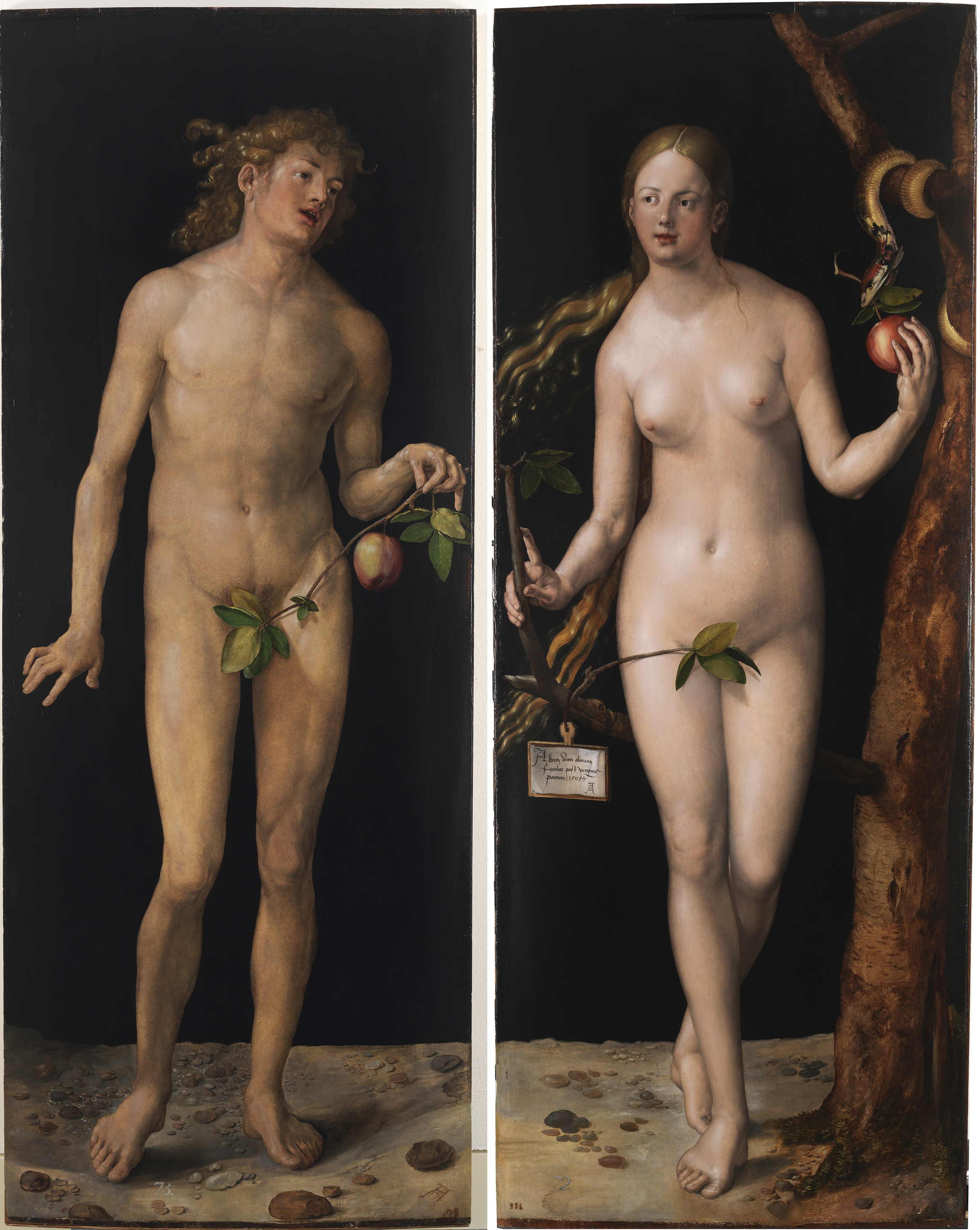
Adán y Eva, por Durero (1507).

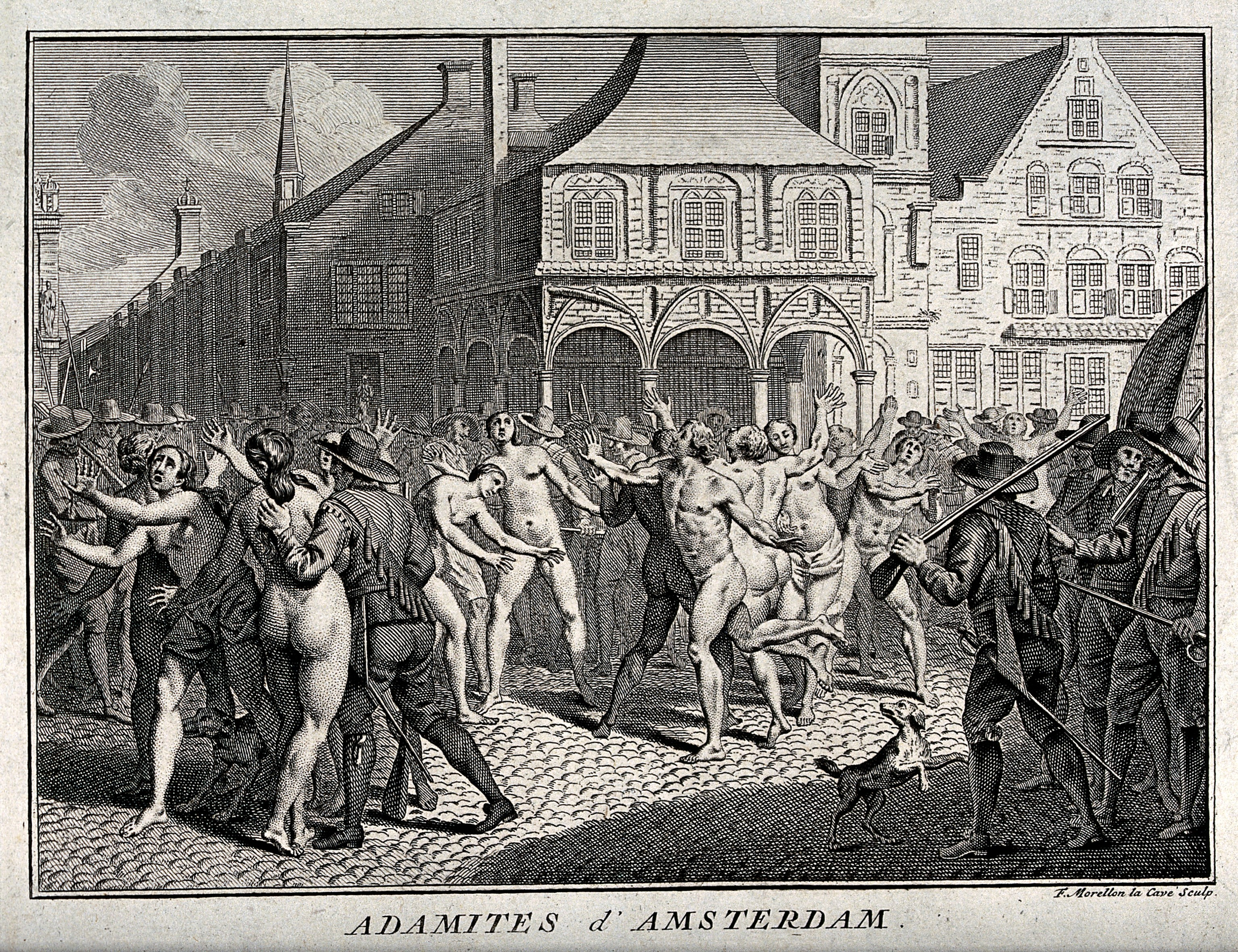
Los adamitas formaron una secta que promovía el nudismo

Los nudistas cristianos son los cristianos que practican el nudismo, y son una parte del movimiento nudista.  Creen que el cuerpo humano fue la mayor creación de Dios, por lo tanto no puede ser vergonzoso ni necesita ser escondido. Naturistas cristianos se pueden encontrar en casi todas las denominaciones de la cristiandad, y no encuentran ningún conflicto con las enseñanzas de la Biblia y vivir sus vidas y adorando a Dios sin ropa. Sin embargo, la mayoría tiene varios desacuerdos con la filosofía de la Nueva Era y el humanismo que es común entre otros naturistas y desean ser separados de ella. Esto incluye el rechazo absoluto de todas las formas de adoración a la naturaleza de todos los tipos.
Aunque en algunas sociedades tradicionalmente consideradas como católicas el nudismo ha sido mal visto, dicho rechazo no se entronca con la esencia de la religión sino con otros condicionantes socioculturales que se dan en dichas sociedades. Así, por ejemplo, santo Tomas de Aquino definió como acto impúdico aquel que se realiza con intención lujuriosa. Por lo tanto, si alguien se desviste con el único propósito de bañarse, tomar sol o recrearse, no puede ser acusado de impúdico. 

### Jardín del Edén
Según el Génesis, Adán y Eva vivían en el Jardín del Edén como cónyuges. Entretanto comieron la fruta del árbol que Dios, persuadidos por el diablo en la forma de una serpiente. Entonces sus ojos fueron abiertos y percibieron que estaban desnudos. Así juntaron hojas de higuera para confeccionar ropas primitivas para cubrir sus órganos sexuales. Estas se hicieron insuficiente muy rápido y Adán y Eva se escondieron de Dios entre los árboles. 
- Dios a Adán (con Eva):  —¿Quién te dijo que estabas desnudo?  (Génesis 3:11a)

Nudistas cristianos creen que fue el diablo, no Dios, quien les dijo que estaban desnudos. De acuerdo con esta línea, el diablo se han elegido los órganos sexuales como el área de la vergüenza porque, al contrario de Dios, no tiene la capacidad para crear vida. Ni habría sido la voluntad de Dios que Adán y Eva llevaran ropas, aunque pecaran. No obstante, Dios no desnudó Adán y Eva de sus hojas de higuera; al revés, les respetó el libre albedrío y les había hecho ropas de pieles de animales que implica un sacrificio de sangre. Entretanto, después de la crucifixión de Jesús el sacrificio de animales se tornó innecesario para la expiación de pecado. Por estas razones, nudistas cristianos creen que no necesitamos llevar ropa (excepto en clima frío u hostil) y la codicia de la carne puede ser evitada por el poder de Dios.

## Respeto a las personas
El nudismo promueve el respeto a las personas y no se define por ninguna opción política o religiosa. Parte del nudismo promueve también la igualdad social argumentando que en muchos casos la ropa pone barreras artificiales o dificulta la relación entre personas, asegurando aun así que las personas desnudas son más iguales entre ellas, independientemente de la clase social, ideología o religión. El nudismo pretende ser una filosofía socialmente constructiva y respetuosa con todo el mundo. Además el nudismo espera el mismo respeto. Hasta 32 federaciones nacionales se engloban en la Federación Naturista Internacional (FNI/INF), que agrupa a más de 350.000 personas y emite carnés que facilitan el acceso a distintos centros nudistas de vacaciones y distribuye su propia guía.
En España actualmente la práctica del nudismo es legal, si bien la sentencia del Tribunal Supremo de 30 de marzo de 2015 permite a los ayuntamientos prohibir la práctica del nudismo en determinadas playas.
Históricamente estuvo vinculado al anarquismo, desde una perspectiva revolucionaria y emancipadora. Precisamente, uno de los principales divulgadores del nudismo en España, Juan Sanxo Farrerons, que bajo el pseudónimo Laura Brunet, publicó en 1931 el libro Desnudismo Integral y editó la revista Biofilia, es conocido por su afinidad con el anarquismo.
Una variante de nudismo que se está haciendo vigente en varios países del Occidente en el siglo XXI es el urbanudismo o nudismo urbano; se considera que son manifestaciones artísticas, de libertad o se realizan para llamar la atención sobre un tema o en señal de protesta (el grupo Femen suele hacer actos con desnudos casi siempre parciales para llamar la atención sobre temas o manifestando quejas y reclamos), sin embargo muchos consideran a tales prácticas formas de exhibicionismo usando temas políticos como pretexto.

## Respeto al medio ambiente
Hay muchos nudistas que solo lo son para "practicar el nudismo", a pesar de que, en teoría los nudistas disfrutan de la naturaleza y actúan para conservarla. Hay quienes proponen el ahorro energético y del uso racional de los recursos naturales, y a menudo practican la reducción, reutilización y reciclaje de residuos. Pretenden conseguir una sociedad sostenible así como preservar el medio ambiente por las generaciones futuras.

## Deportes
El nudismo también promueve la práctica del deporte, especialmente al aire libre, para conservar una buena salud corporal. Aseguran que con el deporte se consigue una mejor flexibilidad, agilidad y buen funcionamiento del organismo. Destacan que los deportes pueden ser beneficiosos para la salud siempre que se hagan con una vertiente lúdica y no competitiva.